# Cuyapo
Cuyapo là một đô thị hạng 2 ở tỉnh Nueva Ecija, Philippines. Theo điều tra dân số năm 2007, đô thị này có dân số 55.456 người trong 11,337 hộ.

## Barangay
Cuyapo được chia thành 52 barangay.
| - Baloy - Bambanaba - Bantug - Bentigan - Bibiclat - Bonifacio - Bued - Bulala - Burgos - Cabileo - Cabangaran - Cabatuan - Cacapasan - Calancuasan Norte - Calancuasan Sur - Colosboa - Columbitin - Curva - District I (Pob. I) - District II (Pob. II) - District IV (Pob. IV) - District V (Pob. V) - District VI (Pob. VI) - District VII (Pob. VII) - District VIII (Pob. VIII) - Landig - Latap - Loob - Luna - Malbeg-Patalan - Malineng - Matindeg - Maycaban - Nagcuralan - Nagmisahan | - Paitan Norte - Paitan Sur - Piglisan - Pugo - Rizal - Sabit - Salagusog - San Antonio - San Jose - San Juan - Santa Clara - Santa Cruz - Simimbaan - Tagtagumbao - Tutuloy - Ungab - Villaflores |